# Herrschaft Angelberg
Die Herrschaft Angelberg war ein Territorium des Heiligen Römischen Reiches um Angelberg im heutigen bayerischen Regierungsbezirk Schwaben.

## Geschichte
Die Familie Fraß von Wolfsberg tritt ab 1317 als Inhaber der Lehensherrschaft Angelberg und Burg Angelberg auf. Wilhelm von Riedheim zu Remshart erwarb 1438 Angelberg. Kaiser Friedrich III. erhob den zur Herrschaft gehörigen Ort Tussenhausen im Jahr 1455 zum Markt. Die Herrschaft Angelberg erhielt den Blutbann, d. h. die hohe Gerichtsbarkeit. Im Bauernkrieg wurde 1525 Conrad II. von Riedheim von den Bauern gefangen genommen und seine Besitzungen niedergebrannt. 1576 kommt es zur Einführung der Reformation unter Pfarrer Johannes Braun. 1618 kaufte das Stift Kempten das Riedheimische Eigentum und erhielt die Oberhoheit über das Lehen. 1620 kommt es zur Rekatholisierung. Pfarrer Adam Zelin holte dazu die Jesuiten von Mindelheim zu Hilfe. Einquartierte schwedische Soldaten schleppen 1632 (zum zweiten Mal nach 1628) die Pest ein. Im Lauf der Kriegshandlungen wird Burg Angelberg niedergebrannt.
Ende des 17. Jahrhunderts erwarb Landgraf Maximilian Philipp Hieronymus von Bayern-Leuchtenberg neben der Herrschaft Schwabegg auch die Reichsritterschaften Angelberg von Kurfürst Max Emanuel von Bayern und Mattsies von den Fuggern und vereinte diese. Nach dessen Tod 1705 war die weiterhin reichsunmittelbare Herrschaft meist im persönlichen Besitz der Kurfürsten von Bayern. Im Frieden von Teschen 1779 wurde der Besitz reichsrechtlich endgültig dem Kurfürstentum Bayern zugesprochen. Die Herrschaft endete pro forma mit dem Ende des Heiligen Römischen Reiches und dem Übergang an das Königreich Bayern 1806.